# Florian Baak
Florian Baak (Berlijn, 18 maart 1999) is een Duits voetballer, die doorgaans speelt als centrale verdediger. Baak stroomde, vanuit de jeugd, in de zomer van 2016 door naar het eerste elftal van Hertha BSC.

## Clubcarrière
Baak startte zijn loopbaan bij de jeugd van Reinickendorfer Füchse en werd in 2005 overgenomen door de jeugd van Hertha BSC. Vanaf het seizoen 2016/17 kreeg hij zijn kans in het eerste elftal. Op 29 april 2017 maakte hij zijn debuut in de Bundesliga. Baak kwam vier minuten voor tijd Peter Pekarík vervangen. De wedstrijd werd met 2–0 verloren.

## Clubstatistieken
| Seizoen | Club       | Competitie | Competitie | Competitie | Beker | Beker | Internationaal | Internationaal | Totaal | Totaal |
| Seizoen | Club       | Competitie | Wed.       | Dlp.       | Wed.  | Dlp.  | Wed.           | Dlp.           | Wed.   | Dlp.   |
| ------- | ---------- | ---------- | ---------- | ---------- | ----- | ----- | -------------- | -------------- | ------ | ------ |
| 2016/17 | Hertha BSC | Bundesliga | 2          | 0          | 0     | 0     | —              | —              | 2      | 0      |
| 2017/18 | Hertha BSC | Bundesliga | 0          | 0          | 0     | 0     | —              | —              | 0      | 0      |
| 2018/19 | Hertha BSC | Bundesliga | 1          | 0          | 0     | 0     | —              | —              | 1      | 0      |
| Totaal  | Totaal     | Totaal     | 3          | 0          | 0     | 0     | 0              | 0              | 3      | 0      |

Bijgewerkt op 9 april 2019.

## Interlandcarrière
Baak doorliep verschillende Duitse jeugdploegen.